# Albert Lehr

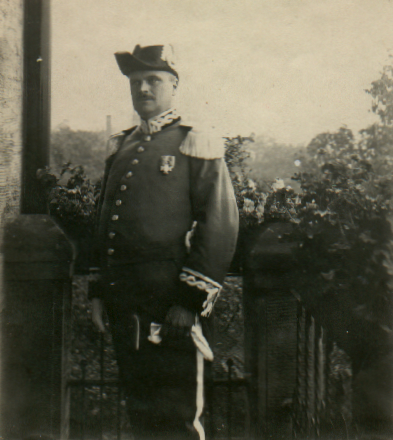
Albert Lehr in der Uniform eines Eisenbahnbeamten (1913)

Otto Albert Arthur Lehr (* 20. Mai 1874 in Karlsruhe; † 10. Dezember 1960 in Nürnberg) war ein deutscher Architekt und bayerischer Baubeamter, der als Oberregierungsbaurat und Oberpostbaurat in Nürnberg und Würzburg tätig war. Er war Architekt der Nürnberger Kirche St. Paul in der Rangierbahnhof-Siedlung.

## Leben

### Familie
Lehrs Eltern waren der Forstwissenschaftler und Nationalökonom Julius Lehr (1845–1894) und dessen Ehefrau Karoline Lehr geborene Calmberg (1848–1924). Seine Schwester Ida war mit dem Juristen Bruno Kreuter verheiratet. Albert Lehr heiratete 1909 Erna geborene von Rode (1887–1956), eine Tochter des Generalmajors Georg von Rode. Ida und Albert Lehr hatten zwei Söhne, Roderich Bruno Lehr (* 1916; 1943 vermisst in Russland; Theologiestudent) und Hermann Lehr (1920–1999; zuletzt Pfarrer in Burgthann).

### Ausbildung und Beruf

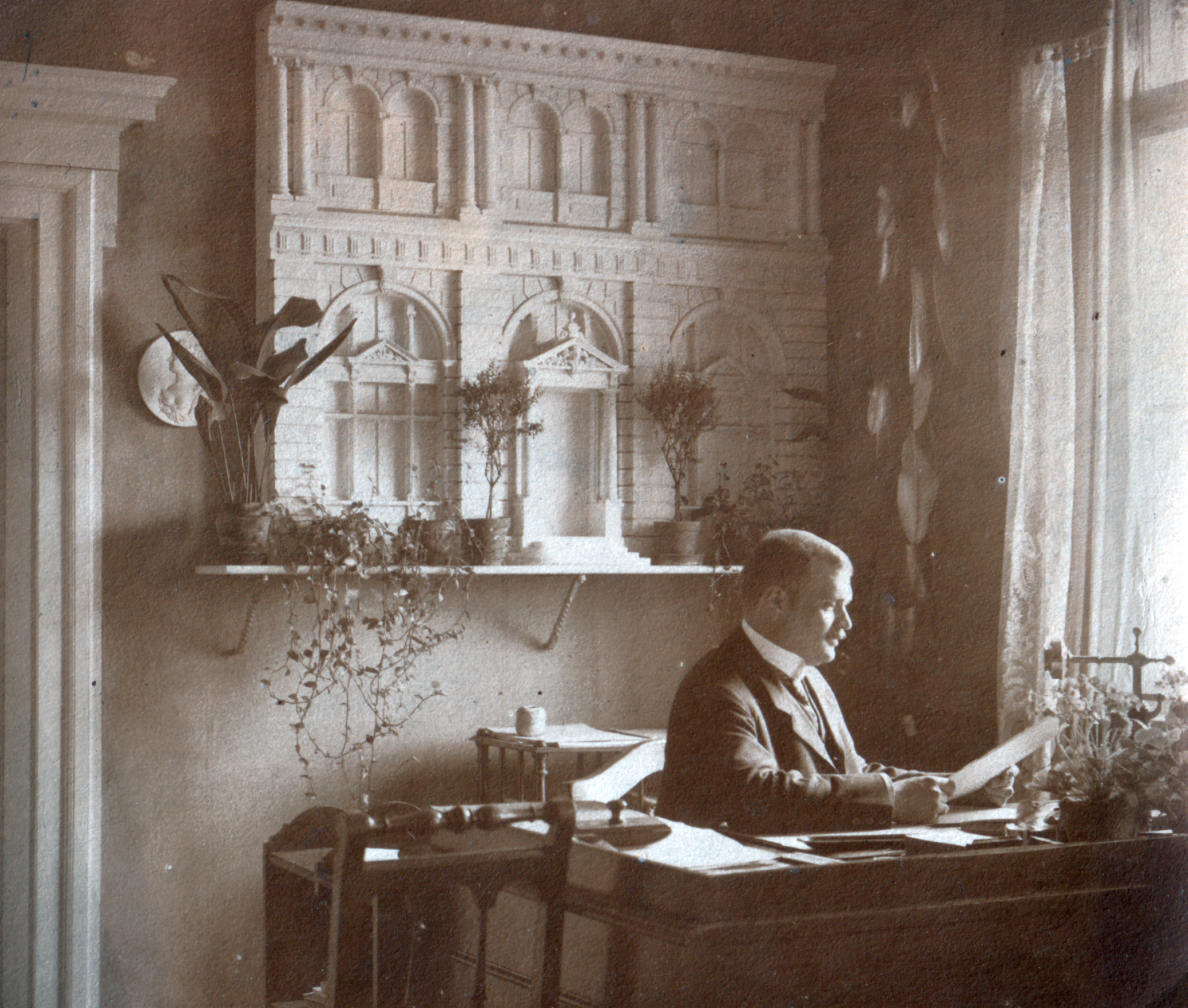
Lehr im Büro

Lehr, von seinen Freunden „Wams“ genannt, studierte nach dem Besuch des humanistischen Gymnasiums in München an der Technischen Hochschule München Architektur. 1901 bestand er die zweite Staatsprüfung als Jahresbester. 1903 wurde er Eisenbahnassessor und Vorstand der Hochbaubetriebsdirektion Bamberg. Seit 1907 in Nürnberg tätig, arbeitete er sechs Jahre lang unter anderem an der Entstehung der großen Eisenbahnerwohnungssiedlung beim Nürnberger Rangierbahnhof.
Als besondere Aufgabe war dem Direktionsassessor und späteren Oberbauinspektor der Entwurf und Bau der evangelischen Kirche St. Paul in dieser Siedlung übertragen worden, dem einzigen Nürnberger Gotteshaus der Reformarchitektur. Die Einweihung der Kirche fand am 7. September 1913 statt. In der Festschrift hieß es: „Unsre Paulskirche macht auf den Besucher einen imposanten Gesamteindruck. Schlicht und einfach und doch nicht alltäglich; ernst, zuweilen derb und doch traulich, anheimelnd; ohne viel Schmuck, aber von gewaltiger Architektur - so sehen wir sie kraftvoll emporragen mit ihren beiden trutzigen Türmen; schon äußerlich betrachtet, das Bild einer echt protestantischen Kirche“.
Als Architekten-Assistent wurde er von der bayerischen Staatsbahn nach Istanbul entsandt. Dort wirkte er am Bau des Bahnhofs Haydarpaşa mit (Baubeginn 1906, Einweihung 1908). 1913 wurde er Direktionsrat an der Eisenbahndirektion Ludwigshafen am Rhein, 1920 Oberregierungsrat bei der Oberpostdirektion Würzburg.
Wegen seiner hochgradigen Schwerhörigkeit trat Lehr auf eigenen Wunsch am 19. August 1933 in den Ruhestand.

### Ehrungen
- Ritterkreuz IV. Klasse des bayerischen Verdienstordens vom Heiligen Michael
- bayerisches Ludwigskreuz

## Bauten und Entwürfe

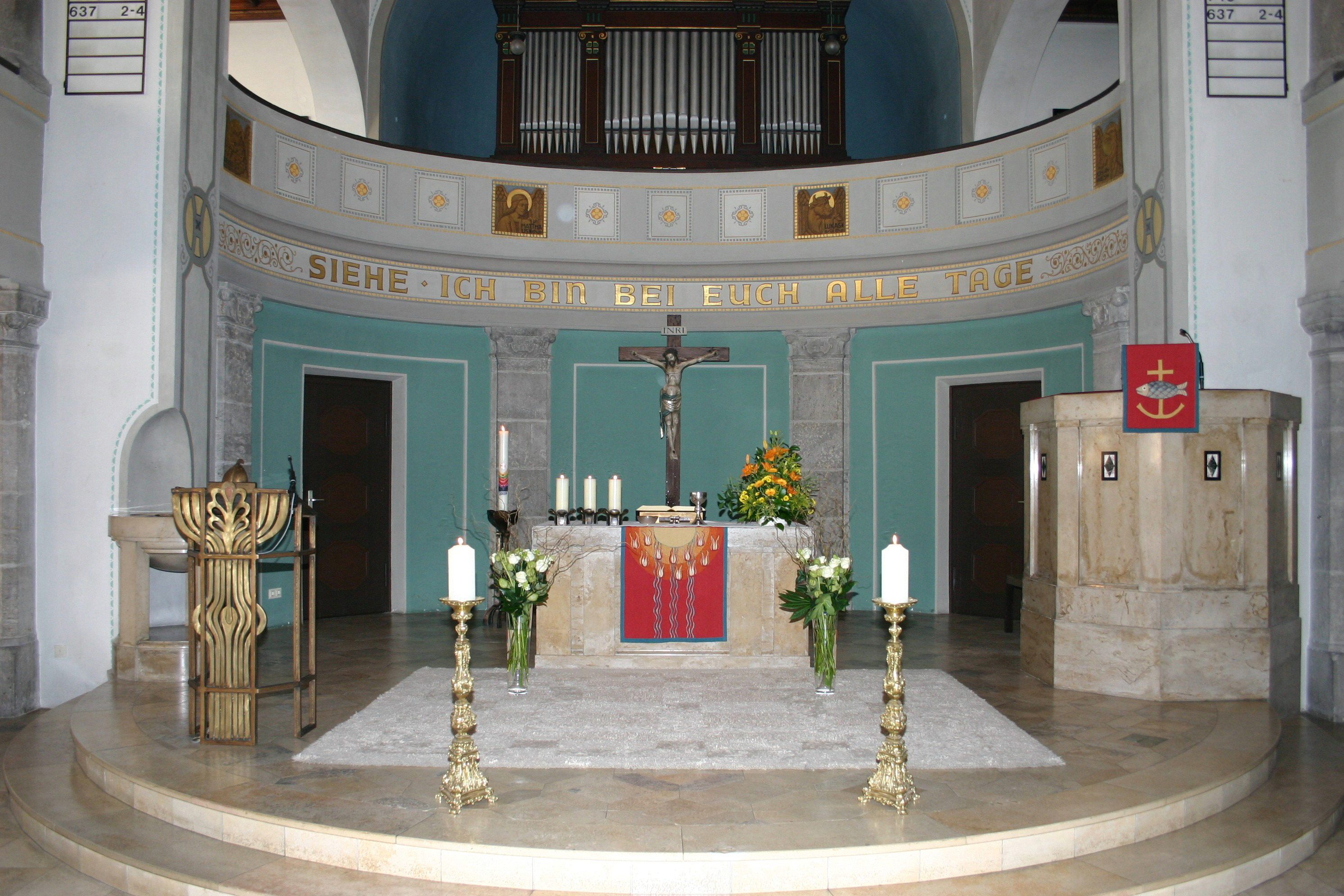
Altarraum der Kirche St. Paul (Foto 2008)

- ab 1907: Eisenbahner-Siedlung am Nürnberger Rangierbahnhof
- 1913: evangelische St.-Paul-Kirche in Nürnberg[9]
- 1926: Postamt Kleinheubach (mit Christoph Miller und Karl Schineis)
- 1926–1927: Postamt Mellrichstadt (mit Christoph Miller)
- 1928: Kraftwagenhalle Aschaffenburg (mit Christoph Miller und Heinrich Götzger)
- 1929: Wohngebäude Würzburg-Zellerau (mit Christoph Miller und Heinrich Götzger)

## Schriften

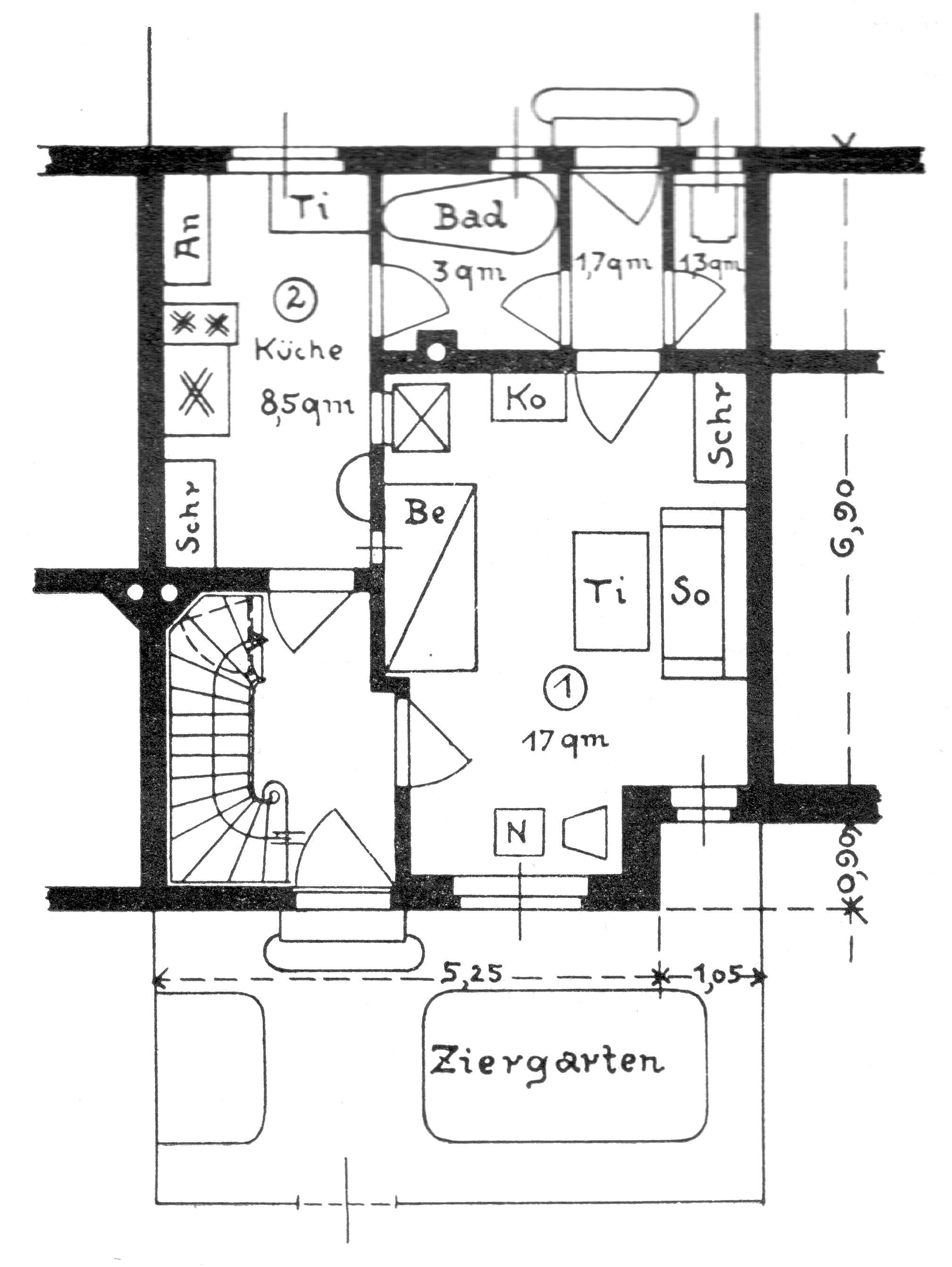
Vorschlag für eine Arbeiterwohnung (1911)

- Die Wohnweise der Arbeiterfamilien in Bayern (= Schriften des Bayerischen Vereins zur Förderung des Wohnungswesens, Heft 2). Ernst Reinhardt, München 1911.[10] (Buchdeckel und Inhaltsverzeichnis)